# Afrin (dystrykt)
Afrin (arab. ‏منطقة عفرين‎) – jedna z 10 jednostek administracyjnych drugiego rzędu (dystrykt) muhafazy Aleppo w Syrii.
W 2004 roku dystrykt zamieszkiwało 172 907 osób.
Dystrykt jest dodatkowo podzielony na siedem poddystryktów:
- Afrin
- Bulbul
- Jindires
- Rajo
- Sharran
- Shaykh al-Hadid
- Maabatli